# Newbury (Nuevo Hampshire)
Newbury es un pueblo ubicado en el condado de Merrimack en el estado estadounidense de Nuevo Hampshire. En el Censo de 2010 tenía una población de 2.072 habitantes y una densidad poblacional de 20,95 personas por km².

## Geografía
Newbury se encuentra ubicado en las coordenadas 43°18′51″N 72°1′28″O / 43.31417, -72.02444. Según la Oficina del Censo de los Estados Unidos, Newbury tiene una superficie total de 98.9 km², de la cual 93.05 km² corresponden a tierra firme y (5.92%) 5.86 km² es agua.

## Demografía
Según el censo de 2010, había 2.072 personas residiendo en Newbury. La densidad de población era de 20,95 hab./km². De los 2.072 habitantes, Newbury estaba compuesto por el 97.49% blancos, el 0.19% eran afroamericanos, el 0.14% eran amerindios, el 0.29% eran asiáticos, el 0.19% eran isleños del Pacífico, el 0.29% eran de otras razas y el 1.4% pertenecían a dos o más razas. Del total de la población el 1.21% eran hispanos o latinos de cualquier raza.